# Eumerus kondarensis
Eumerus kondarensis är en tvåvingeart som beskrevs av Stackelberg 1952. Eumerus kondarensis ingår i släktet månblomflugor, och familjen blomflugor.
Artens utbredningsområde är Tadzjikistan. Inga underarter finns listade i Catalogue of Life.